# Fundación Software Libre América Latina
La Fundación Software Libre América Latina o FSF América Latina (en anglès Free Software Foundation Latin America o la seva sigla FSFLA) és una organització no governamental sense finalitat de lucre, l'objectiu de la qual és promoure i defensar l'ús i desenvolupament de programari lliure, i el dret de les persones a usar, estudiar, copiar, modificar i redistribuir programari. La fundació és independent de les altres fundacions de programari lliure com la Free Software Foundation. En comptes d'estar en una estructura jeràrquica, operen com organitzacions germanes en una xarxa.